# Октябрьский (Берёзовский муниципальный округ)
Октя́брьский — посёлок в Берёзовском муниципальном округе Свердловской области России. Ранее был центром Октябрьского поссовета города Берёзовского. С 1943 по 2004 год имел статус рабочего посёлка (посёлка городского типа).

## География
Посёлок Октябрьский расположен в 15 километрах к северо-западу от города Берёзовского (по дороге — в 20 километрах), вблизи истока реки Хвощевки, в 4 километрах от железнодорожной станции Кедровка в одноимённом посёлке. Через посёлок Кедровка Октябрьский соединён с Режевским трактом.

## История
С 1938 по 1943 год возглавлял Октябрьский сельсовет Берёзовского района.
Указом Президиума Верховного Совета РСФСР от 05.03.1943 Октябрьский сельсовет ликвидирован; населённый пункт при Октябрьском участке Монетного торфопредприятия отнесён к категории рабочих посёлков с присвоением наименования Октябрьский.
В черту рабочего посёлка Октябрьского включены населённые пункты: Вольный, Кирпичный, Смолокурка, Перейма и Еловый. В административном отношении поссовету были подчинены населённые пункты Красногвардейский, Белые Бараки, Кедровка, Дальняя Кедровка, посёлки ж.д.разъездов Кедровка и Мочаловка.

## Население
| 1959 | 1970 | 1979 | 1989  | 2002 | 2010 |
| ---- | ---- | ---- | ----- | ---- | ---- |
| 2875 | ↘507 | ↘336 | ↗2323 | ↘118 | ↗127 |

## Инфраструктура
В посёлке Октябрьском есть фельдшерский пункт и магазин. Промышленных предприятий нет. Ранее мимо посёлка проходила узкоколейная железная дорога, ныне демонтированная.